# Wełnianeczka alpejska
 Wełnianeczka alpejska (Trichophorum alpinum (L.) Pers.) – gatunek rośliny z rodziny ciborowatych.

## Rozmieszczenie geograficzne
Gatunek subarktyczno-subalpejski. Występuje w umiarkowanej strefie w Europie, Ameryce Północnej i Azji. W Polsce występuje głównie w północno-wschodniej części kraju. Poza tym rejonem występuje tylko na pojedynczych stanowiskach na Pomorzu Zachodnim, Równinie Opolskiej, w Sudetach (tylko w Górach Izerskich, Karkonoszach i Górach Kamiennych) oraz w Tatrach Wysokich. W Tatrach podany został z 4 stanowisk: Miedziane, nad Wielkim Stawem Polskim, Stawem Litworowym Gąsienicowym i Morskim Okiem.

## Morfologia

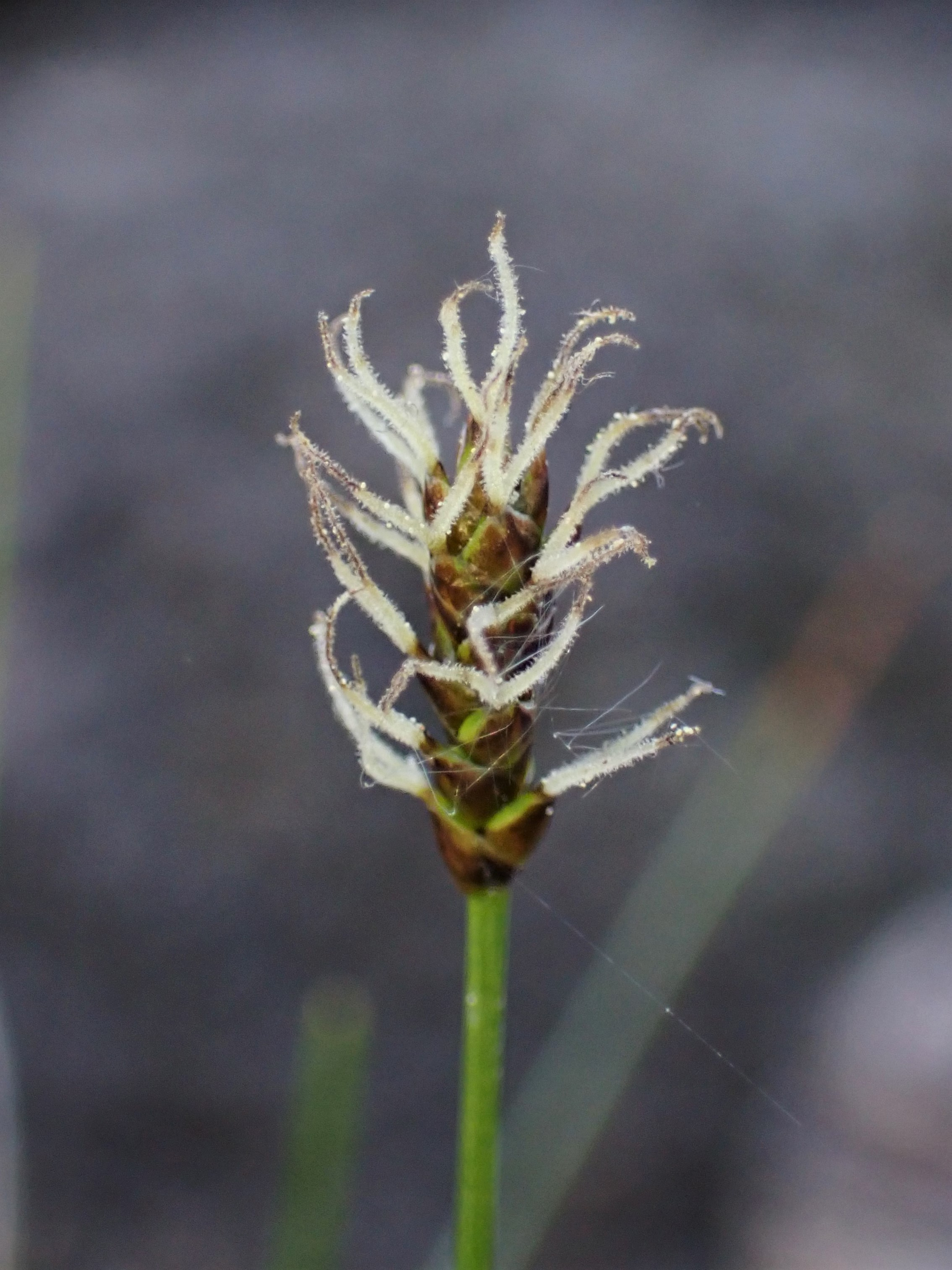
Kłosek w czasie kwitnienia

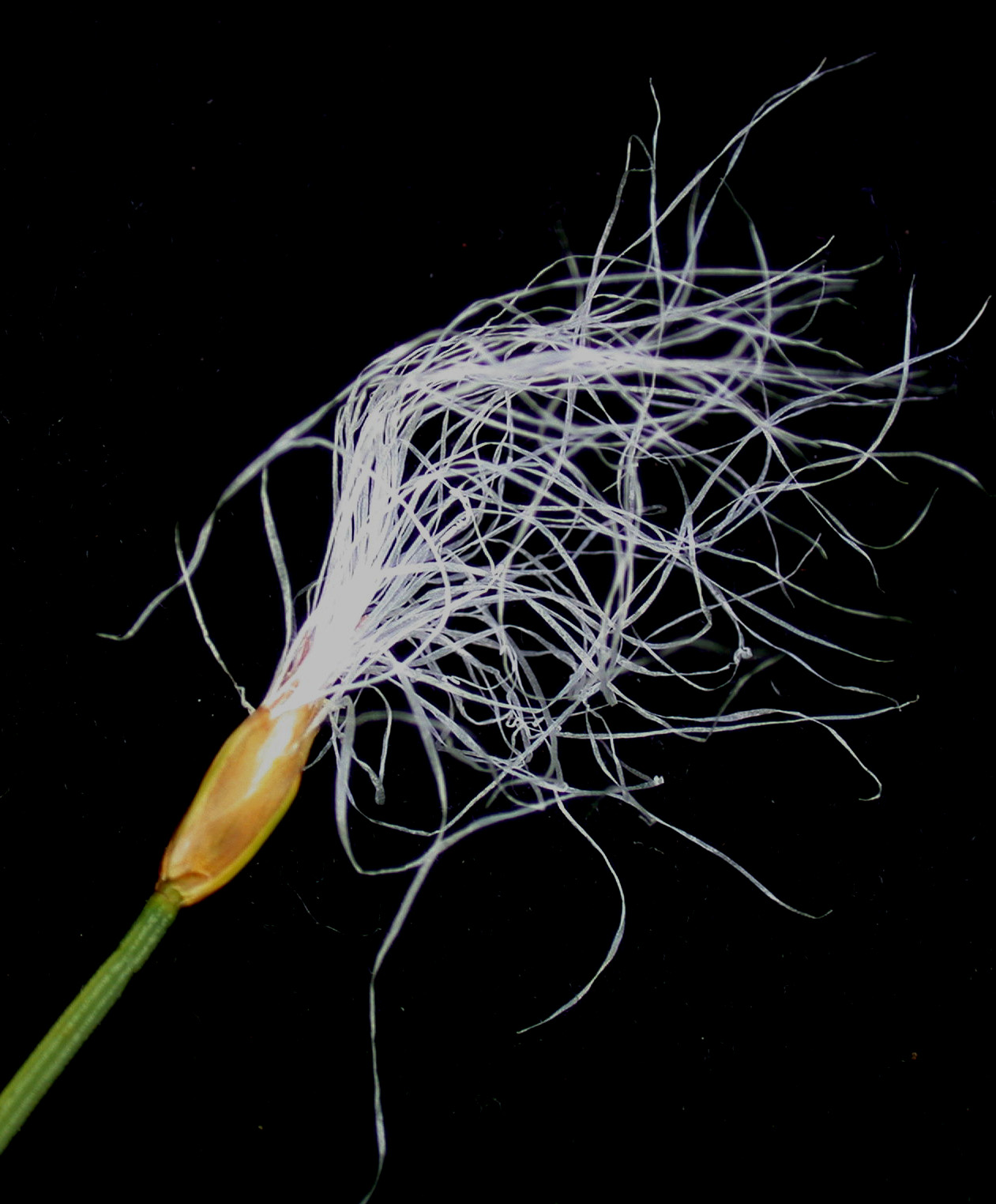
Kłosek w czasie owocowania

PokrójRoślina zielna, kępowo-rozłogowa, tworząca darnie.
ŁodygaLiczne, cienkie, trójkątne, sztywne, u góry szorstkie, wysokości 8–30 cm. Wyrastają z łożącego się kłącza.
LiścieRównowąskie, dwukrotnie krótsze od łodygi. Blaszka liściowa rynienkowata, wyrasta z otwartej pochwy liściowej. Najwyższy liść ma długość wraz z pochwą 1–3 cm. Dolne liście żółtobrunatne, górne zielonkawe.
KwiatyObupłciowe, w postaci jajowatych, pojedynczych kłosów długich na 3–5 mm, wyrastających w kątach przysadek na szczycie łodygi. Okwiat w postaci gładkich, wełnistych szczecinek, w czasie owocowania wydłużających się do 25 mm. Przysadki brunatne, jajowate, ostro zakończone. Pręciki trzy, słupek jeden z trzema znamionami.
OwoceOdwrotnie jajowata, błyszcząca niełupka o długości do 2 mm. Posiada krótki dzióbek.

## Biologia i ekologia
Bylina, geofit. Kwitnie w maju i czerwcu. Występuje głównie na torfowiskach niskich oraz przejściowych, a także źródliskach. W klasyfikacji zbiorowisk roślinnych gatunek charakterystyczny dla klasy (Cl.) Scheuchzerio-Caricetea nigrae. Somatyczna liczba chromosomów 2n = 58.

## Zagrożenia i ochrona
Od 2014 roku roślina jest objęta w Polsce częściową ochroną gatunkową. W latach 2004–2014 podlegała ochronie ścisłej. Według klasyfikacji IUCN (Polska czerwona księga roślin) (2001) gatunek zagrożony wymarciem (kategoria EN), w roku 2014 z kategorią VU (narażony). Umieszczona na polskiej czerwonej liście w kategorii VU (narażony). W Tatrach jest zagrożony. Stanowisko nad Morskim Okiem już wyginęło, trzy pozostałe są zagrożone rozdeptaniem przez turystów, gdyż znajdują się blisko szlaku, ponadto przy Stawie Litworowym dodatkowym zagrożeniem jest silnie rozrastająca się turzyca dzióbkowata.